# Iwan Iwanowitsch Swijasew
Iwan Iwanowitsch Swijasew (russisch Иван Иванович Свиязев; * 1797 im Dorf Werchnije Mully (seit 1958 Teil Perms); † 27. Oktoberjul. / 8. November 1874greg. in St. Petersburg) war ein russischer Architekt des russischen Klassizismus und Hochschullehrer.

## Leben
Swijasew stammte aus einer leibeigenen Hoffamilie der Fürstin W. A. Schachowskaja geborene Stroganowa. Er absolvierte das Gymnasium in Perm und wurde 1815 in die St. Petersburger Kaiserliche Akademie der Künste (IACh) aufgenommen. Bei der Prüfung 1817 erhielt er die Silbermedaille 2. Klasse. 1818 musste er die IACh verlassen, weil er von der Fürstin Schachowskaja nicht die Freilassungsurkunde erhielt. Darauf führte er Bauten bei der in Moskau lebenden Fürstin Schachowskaja durch. Auch arbeitete er in Peterhof in der Kaiserlichen Papiermühle und im Schloss Peterhof an der Großen Kaskade.
1820 wurde Swijasew von der IACh freigekauft. 1821 ernannte ihn der Rat der IACh zum Künstler-Architekten 14. Klasse. Im März 1822 wurde er Architekt der Uraler (Permer) Bergbauverwaltung. Wegen unzureichenden Gehalts gab er die Stelle auf und führte 1825 Bauten in Militärsiedlungen im Gouvernement Nowgorod aus. Da er die versprochene Gehaltserhöhung nicht erhielt, kehrte er 1826 nach Perm zurück.
1832 ging Swijasew wieder nach St. Petersburg und lehrte Bergbauarchitektur am Bergbau-Institut und am Technologie-Institut. Chefarchitekt der Uraler Bergbauverwaltung wurde Michail Malachow. Swijasew wurde Vollmitglied der IACh und lehrte dort Architektur. 1833 veröffentlichte er seinen Leitfaden zur Architektur. 1839 wurde er als Senior-Architekt in die Kommission für den Bau der Christ-Erlöser-Kathedrale in Moskau geschickt. Daneben war er Inspektor der Arbeiten für den Umbau des Moskauer Paschkow-Hauses für das Adelsinstitut. Im selben Jahr wurde er zum Mitglied der Kaiserlichen Freien Ökonomischen Gesellschaft zu Sankt Petersburg gewählt und war dann 7 Jahre lang Redakteur der Zeitschrift dieser Gesellschaft.
1846 trat Swijasew in den Dienst des Ministeriums für Staatsbesitz und war Pflichtmitglied der Kommission für Bau- und Technikangelegenheiten des Departements für Landwirtschaft in St. Petersburg. Im selben Jahr wurde er eingeladen, Vorlesungen über Architektur im Kaiserlichen Alexander-Lyzeum und wieder am Bergbau-Institut zu halten. Er war 25 Jahre lang der Amtsarchitekt des Bergbau-Instituts. Neben der Gestaltung von Gebäuden beschäftigte er sich mit Fragen der Beheizung und Belüftung von Gebäuden. Nach fünfzigjährigem Staatsdienst wurde er zum Geheimen Rat (3. Rangklasse) ernannt.
Swijasew wurde auf dem Smolensker Friedhof begraben.

## Werke

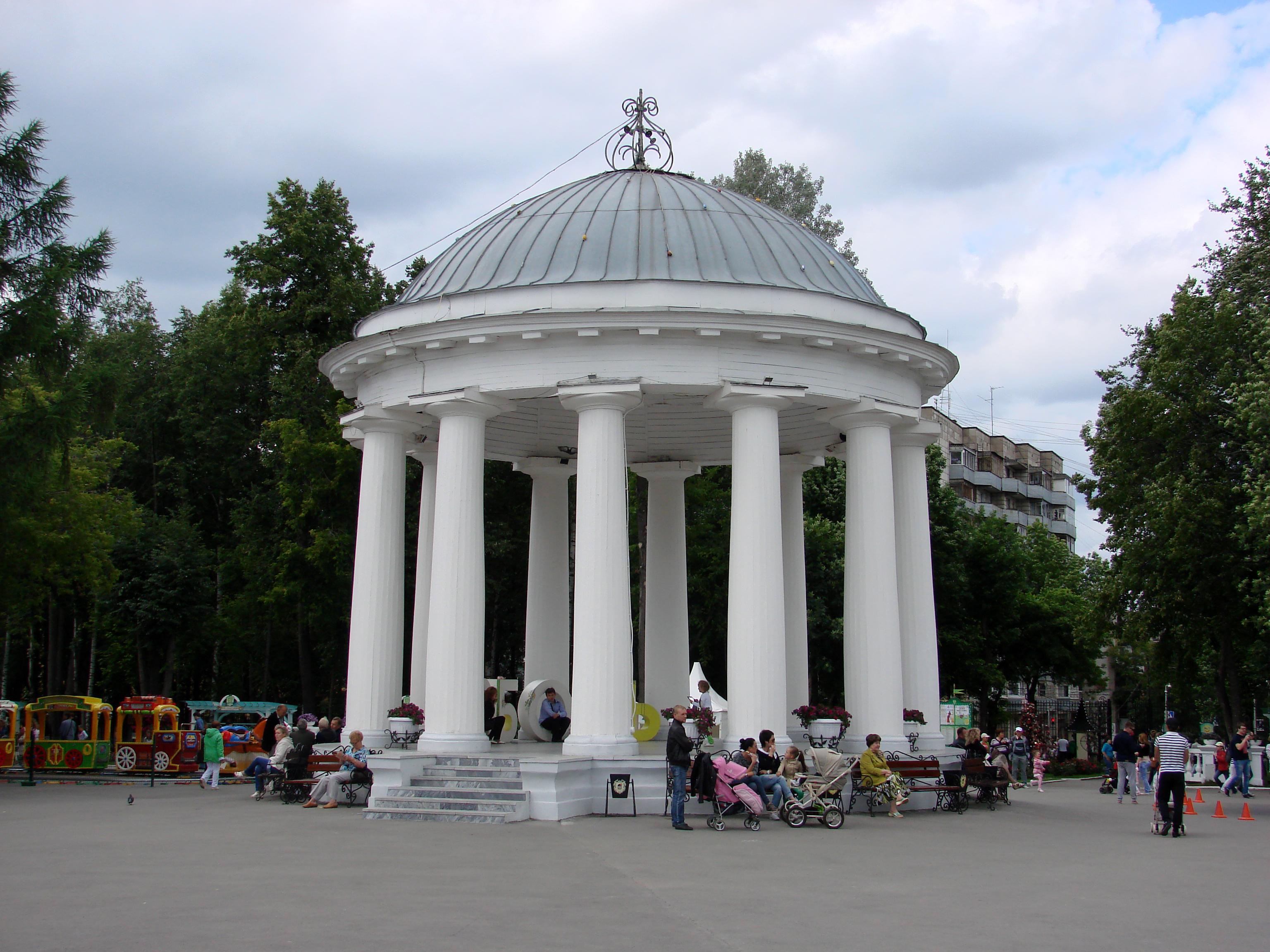
Rotunde (1824), Gorki-Park, Perm
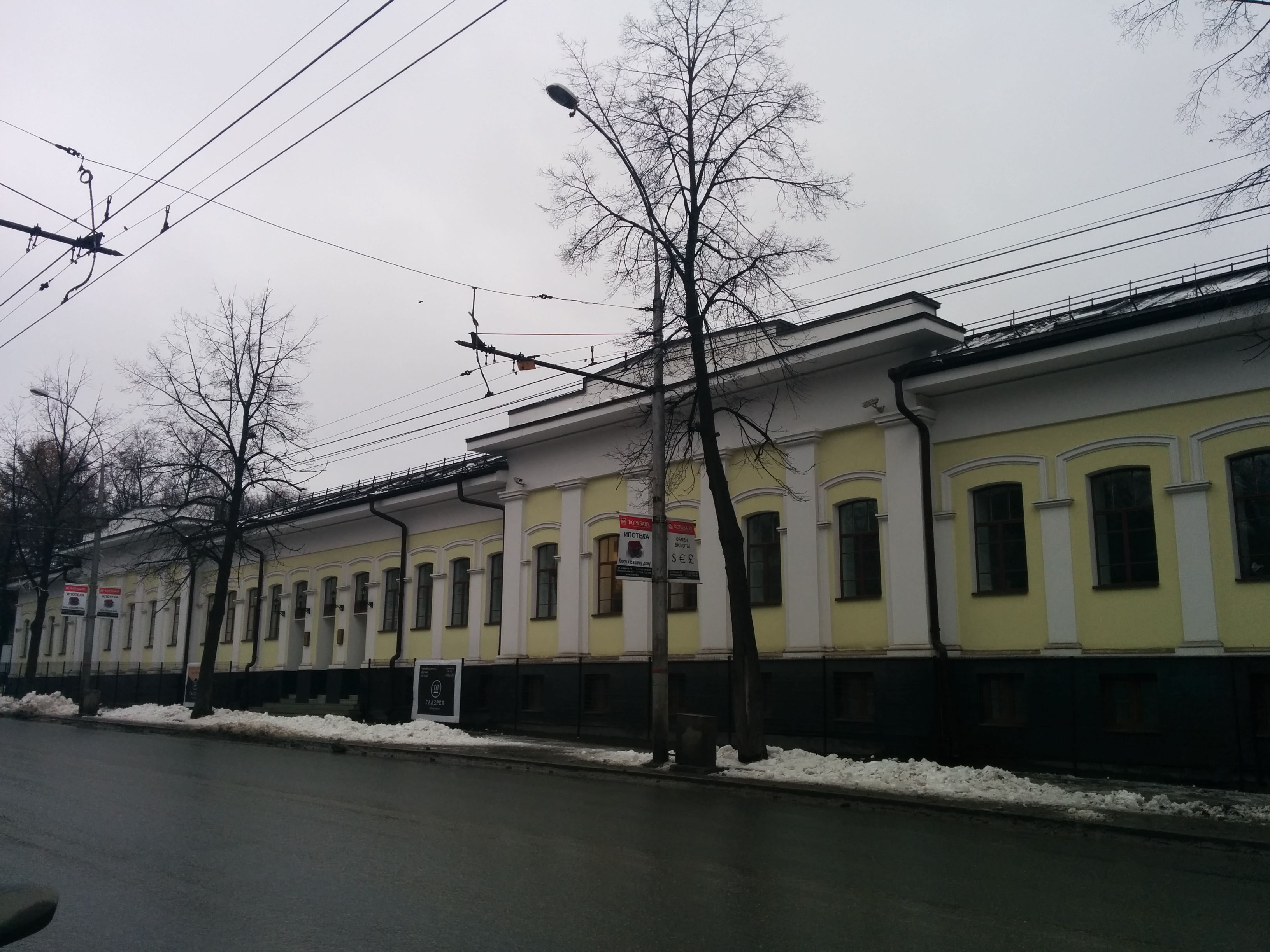
Begleitkommando-Gebäude (1827), Perm
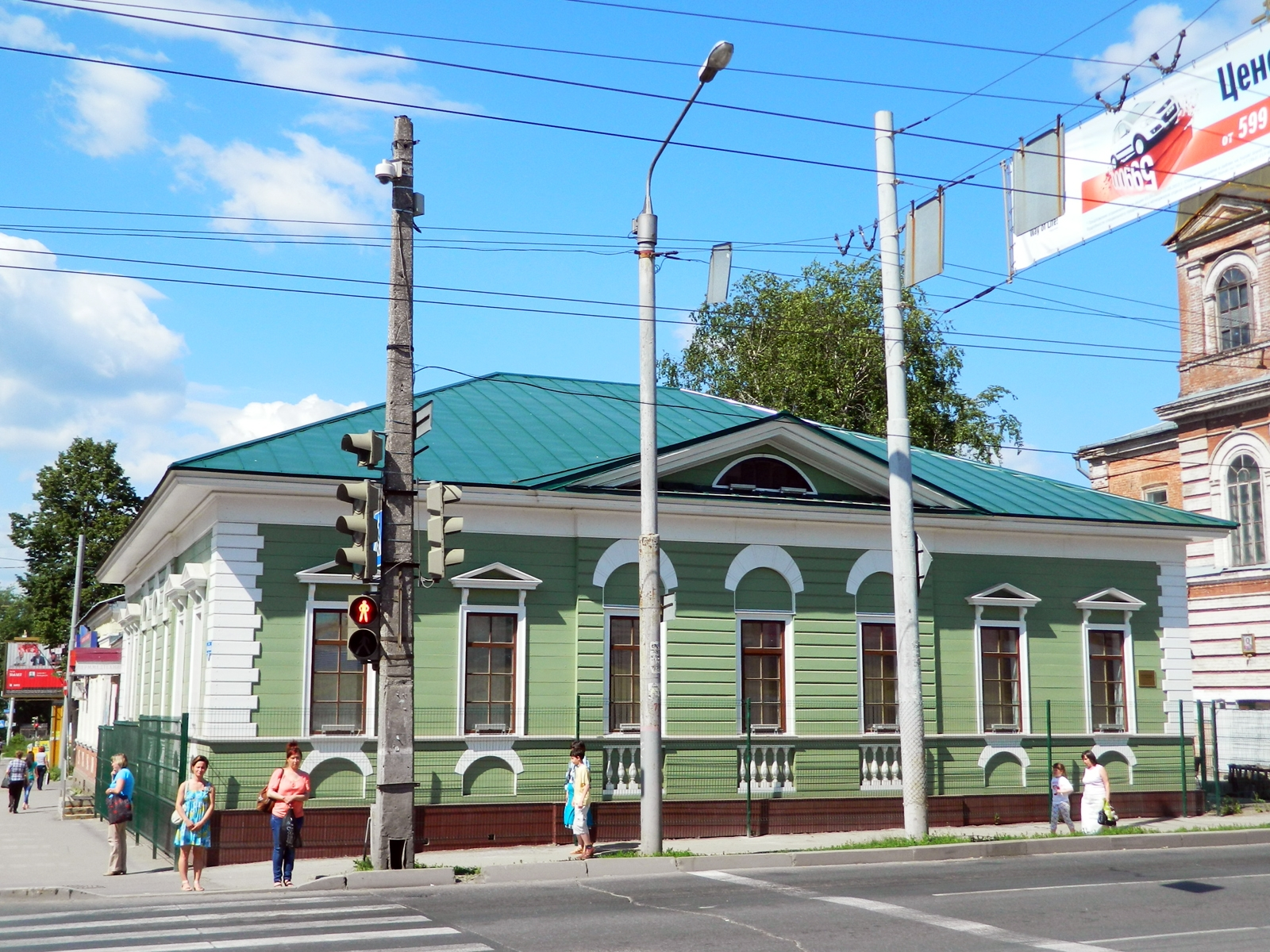
Krylow-Haus (1827), Perm
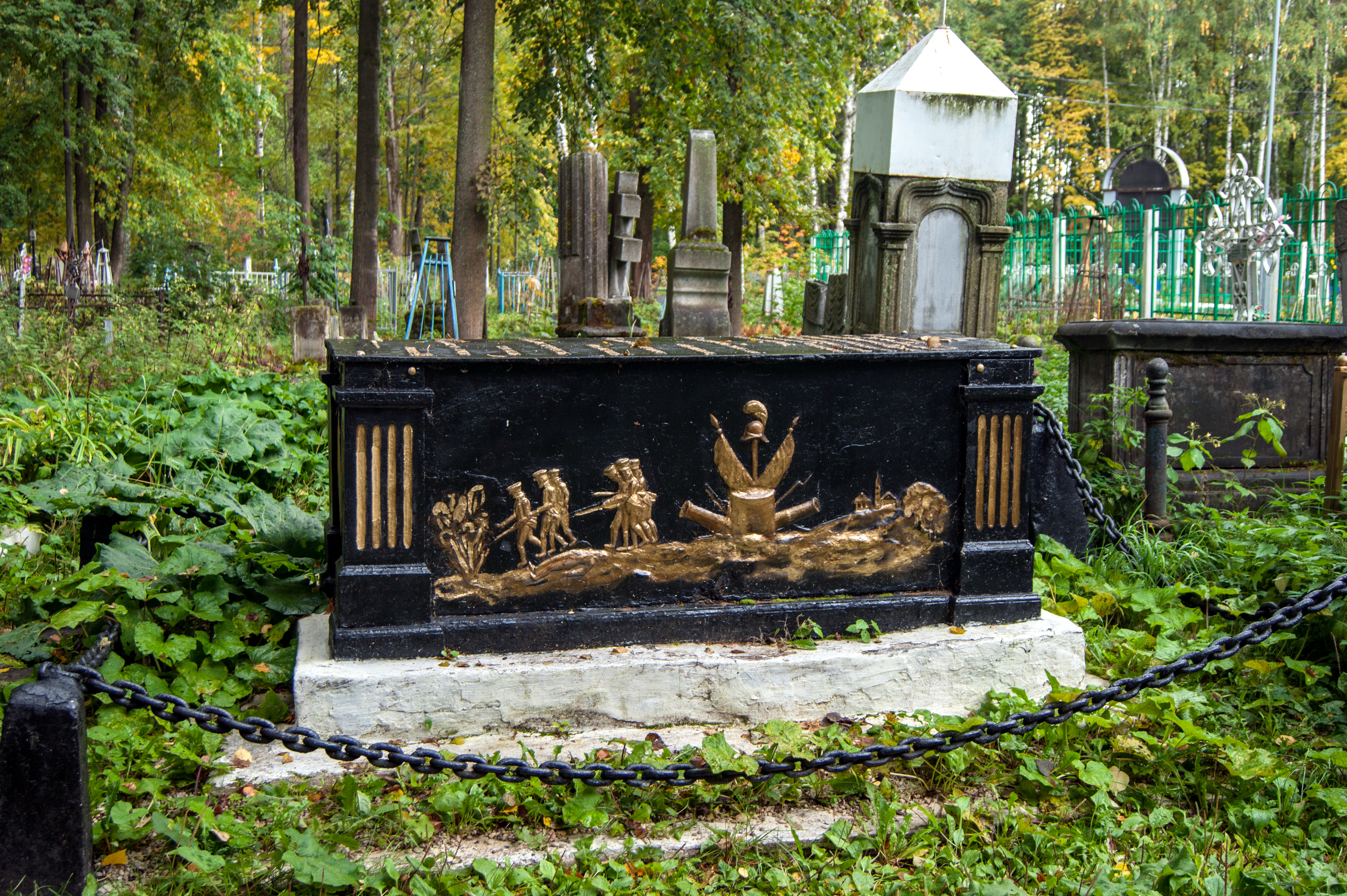
Grabdenkmal des Teilnehmers an der Schlacht bei Borodino Major Nikolai Afanasjewitsch Teplow (1829), Alter Friedhof, Perm
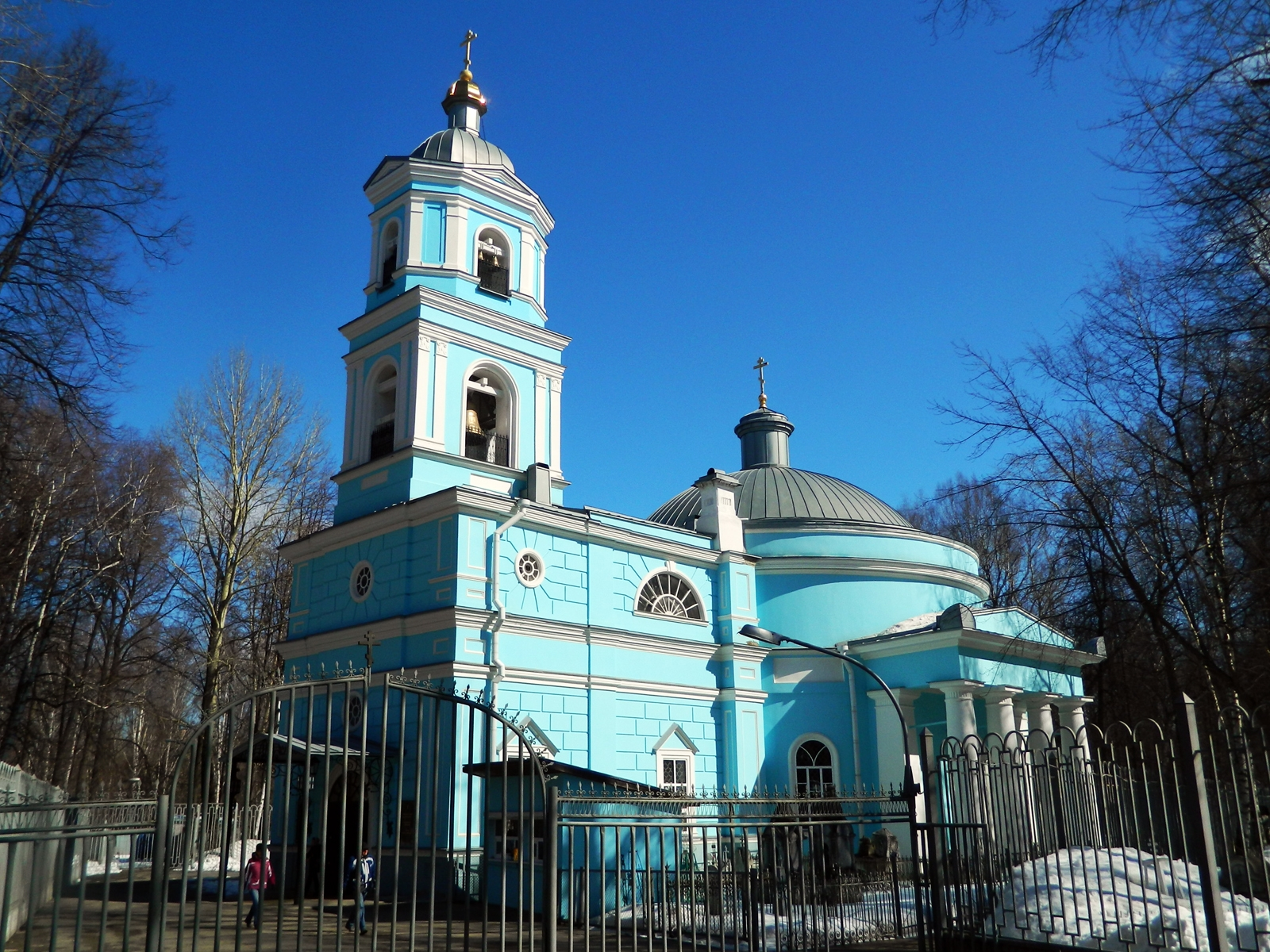
Rotunde der Allerheiligenkirche (1832–1836),  Neuer Friedhof, Perm
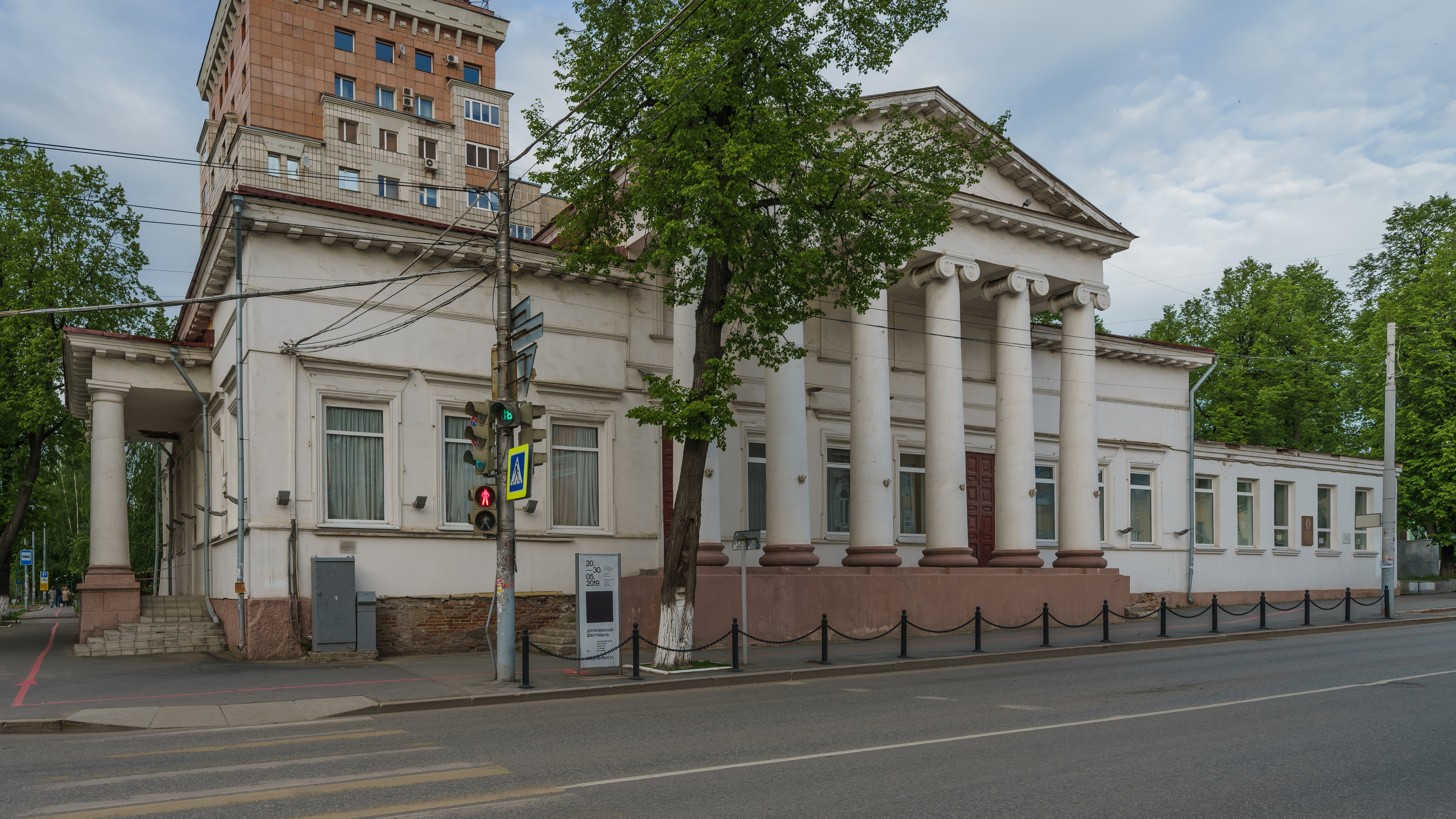
Adelsversammlungshaus (1832–1837), Perm
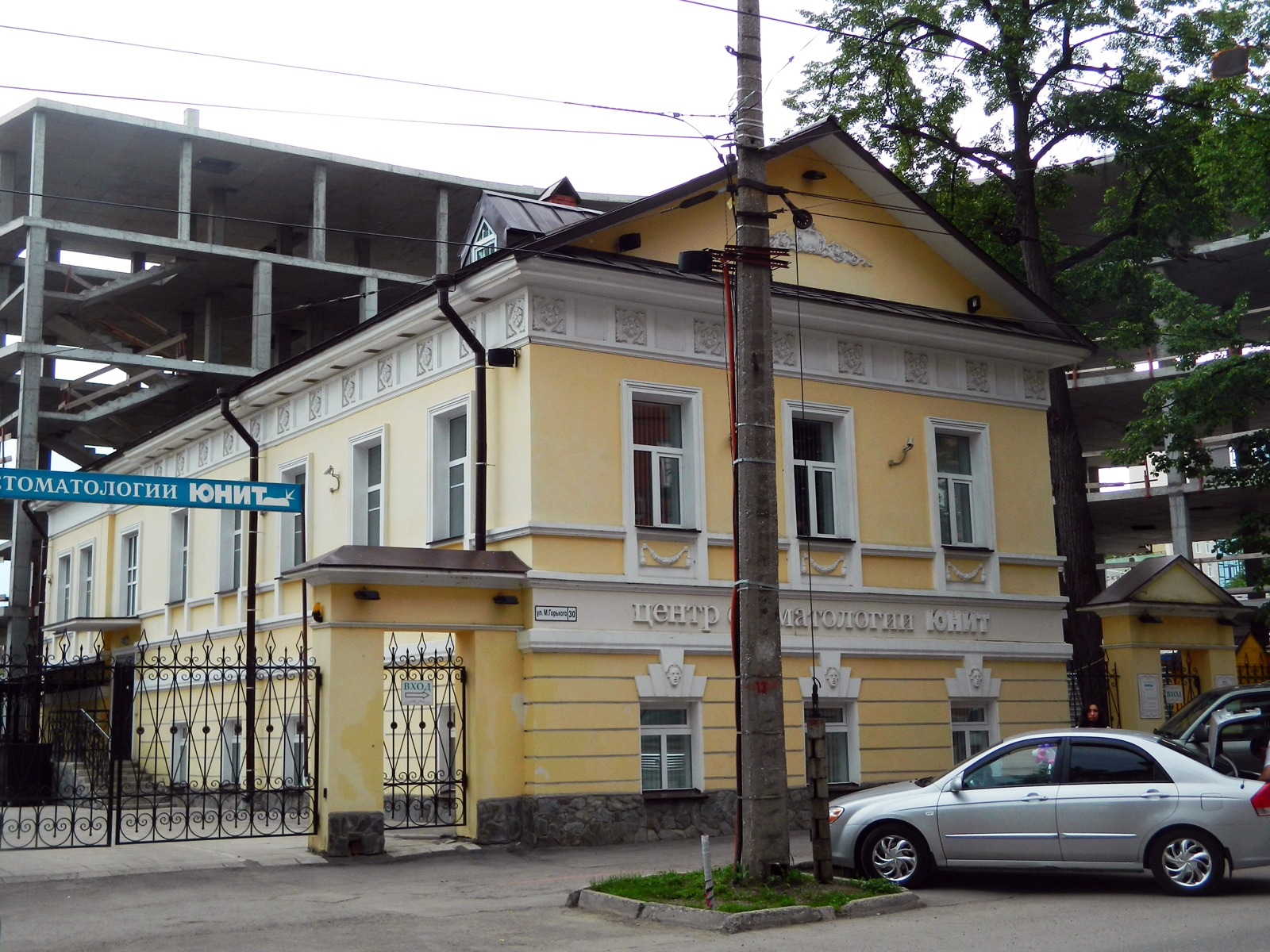
Grupilon-Haus (1830er Jahre), Perm